# Marpesia harmonia
Marpesia harmonia är en fjärilsart som beskrevs av Johann Christoph Friedrich Klug 1836. Marpesia harmonia ingår i släktet Marpesia och familjen praktfjärilar. Inga underarter finns listade i Catalogue of Life.